# Francesco Rizzi (scultore)
Francesco Rizzi (Veggiano, 25 marzo 1731 – 180?) è stato uno scultore italiano della scuola dei Bonazza.

## Biografia
Nacque a Veggiano da Santo e Maria Gioria; appresa l'arte scultorea, il 5 novembre 1742 fu aggregato alla fraglia dei tagliapietra. Durante il periodo di apprendistato, durato un quindicennio, frequentò le botteghe dei Bonazza e di Francesco Androsi, del quale fu allievo.
Nel 1759 gli fu affidata la sua prima commissione rilevante documentata: l'altare maggiore della chiesa parrocchiale di Caltana. Rizzi operò in prevalenza a Padova e nel padovano. A lui si devono le due statue raffiguranti san Daniele e santa Giustina poste sulla facciata della chiesa di San Daniele.
Di sua fattura sono la statua di sant'Antonio presso il convento dedicato al Taumaturgo e gli angeli che fiancheggiano l'altare di san Gregorio Barbarigo nel duomo di Padova.
Dopo la nomina a sindaco della fraglia nel 1774, la sua fama si consolidò, tanto da valergli la commissione di otto statue di Costozza per il Prato della Valle, realizzate tra il 1775 e 1785 (Vittorio Pisani, Azzone II, Antonio Barbarigo, Matteo Memmo, Fortunio Liceto, Giovanni Dondi Orologio, Marino Cavalli e Michiel Savonarola).
La data di morte non è certa; tuttavia un documento attesta che nel 1805 fosse ancora in vita, sebbene non più in attività.